# Holiday Chojnice
Holiday Chojnice – nieistniejący obecnie polski klub futsalowy z siedzibą w Chojnicach, zdobywca Pucharu Polski (2006) oraz wicemistrz Polski (2005/2006), rozwiązany w 2006 z powodu problemów finansowych.

## Historia
Klub został założony w 1997, lecz do 2002 występował jedynie w Chojnickiej Lidze Halowej. W 2002 zadebiutował w rozgrywkach ogólnopolskich. W sezonie 2002/2003 brał udział w rozgrywkach II ligi oraz dotarł do półfinału Pucharu Polski. Zajął w tym sezonie 2 miejsce i z sukcesem wziął udział w barażach o udział w I lidze. W sezonie 2003/2004 klub zajął 3 miejsce w I lidze oraz 2 miejsce w Pucharze Polski. W sezonie 2004/2005 podobnie jak w sezonie 2003/2004 zajął 3 miejsce w I lidze, a w Pucharze Polski drużyna dotarła do półfinału. Ostatni sezon w historii klubu drużyna zdobyła wicemistrzostwo Polski oraz Puchar Polski. W styczniu 2007 drużyna miała zapewniony udział w Superpucharze Polski, lecz 7 września 2006 klub został rozwiązany z problemów finansowych.

## Statystyki I ligi
- Sezony:
  - 2003/2004
  - 2004/2005
  - 2005/2006
- Debiut:
  - 28 września 2003: Holiday Chojnice 6–4 Jango Mysłowice
- Pierwsze zwycięstwo:
  - 28 września 2003: Holiday Chojnice 6–4 Jango Mysłowice
- Najwyższe zwycięstwo:
  - 15 października 2004: AZS Wrocław 1-10 Holiday Chojnice
- Pierwsza porażka:
  - 12 października 2003: Holiday Chojnice 8–9 Baustal Kraków
- Najwyższa porażka:
  - 12 października 2003: Holiday Chojnice 3–9 Clearex Chorzów

### I liga

#### Sezon po sezonie
| Sezon     | Pkt | M  | Z  | R | P | Br+ | Br− | +/− | Msc. |
| --------- | --- | -- | -- | - | - | --- | --- | --- | ---- |
| 2003/2004 | 46  | 22 | 15 | 1 | 6 | 104 | 84  | +20 | 3    |
| 2004/2005 | 48  | 22 | 15 | 3 | 4 | 102 | 64  | +38 | 3    |
| 2005/2006 | 43  | 22 | 13 | 4 | 5 | 91  | 64  | +27 | 2    |

#### Tabela wszech czasów
| Sezony | Pkt | M  | Z  | R | P  | Br+ | Br− | +/− | Msc. |
| ------ | --- | -- | -- | - | -- | --- | --- | --- | ---- |
| 3      | 137 | 66 | 43 | 8 | 15 | 297 | 212 | +85 | 16   |

### II liga
| Sezon     | Pkt | M  | Z | R | P | Br+ | Br− | +/− | Msc. |
| --------- | --- | -- | - | - | - | --- | --- | --- | ---- |
| 2002/2003 | 27  | 12 | 9 | 0 | 3 | 91  | 55  | +36 | 2    |

## Puchar Polski
| Sezon     | Wynik         |
| --------- | ------------- |
| 2002/2003 | półfinał      |
| 2003/2004 | 2. miejsce    |
| 2004/2005 | półfinał      |
| 2005/2006 | Puchar Polski |

## Trenerzy
- 2002-2004: Andrzej Bianga
- 2004-2005: Janusz Kupcewicz
- 2005-2006: Stanisław Kwiatkowski